# Rodbina Saud
Rodbina Saud (arabsko آل سُعُود, latinizirano: ʾĀl Suʿūd IPA: [ʔaːl sʊʕuːd]) je vladajoča kraljeva družina Saudove Arabije. Sestavljajo jo potomci Mohameda bin Sauda Al Mukrina, ustanovitelja emirata Dirijah, znanega kot prva saudska država (1727–1818), in njegovih bratov, čeprav vladajočo frakcijo družine v glavnem vodijo potomci Abdulaziza bin Abdul Rahmana, sodobnega ustanovitelja Saudove Arabije. Tvori podpleme večjega uglednega starodavnega arabskega plemena Banu Hanifa, iz katerega izvira znani arabski teolog iz 7. stoletja Maslama ibn Ḥabīb. Najvplivnejši položaj v kraljevi družini je kralj Saudove Arabije, absolutni monarh. Skupna družina naj bi imela približno 15.000 članov; vendar pa ima večino moči, vpliva in bogastva skupina okoli 2000 njih. Nekatere ocene premoženja kraljeve družine merijo njihovo neto vrednost na 1,4 bilijona dolarjev. Ta številka vključuje tržno kapitalizacijo družbe Saudi Aramco, državne naftne in plinske družbe, in njena velika sredstva v zalogah fosilnih goriv.
Rodbina Saud je imela štiri faze: šejkstvo Dirijah (1446–1744); emirat Dirijah (1727–1818), ki ga je zaznamoval razmah salafizma; emirat Nedžd (1824–1891), zaznamovan z nenehnimi notranjimi spopadi; in sedanja država (1902–danes), ki se je leta 1932 razvila v Kraljevino Saudovo Arabijo in ima zdaj precejšen vpliv na Bližnjem vzhodu. Družina je imela konflikte z Osmanskim cesarstvom, Šarifom iz Meke, družino Rašid iz Ḥaʼila in njihovimi vazalnimi hišami v Nadždu, številnimi islamističnimi skupinami znotraj in zunaj Saudove Arabije ter šiitsko manjšino.
Nasledstvo na prestolu Saudove Arabije je bilo zasnovano tako, da je prešlo od enega sina prvega kralja, Abdulaziza, do drugega. Monarhija je bila dedna po agnatskem stažu do leta 2006, ko je kraljevi odlok določil, da bodoče saudske kralje voli odbor saudskih princev. Kralj Salman, ki trenutno vlada, je najprej zamenjal naslednjega prestolonaslednika, svojega brata Mukrina, s svojim nečakom Mohamedom bin Nayefom. Leta 2017 je Mohameda bin Nayefa zamenjal Mohamed bin Salman, sin kralja Salmana, kot prestolonaslednik po odobritvi sveta zvestobe z 31 od 34 glasov. Kabinet, ki ga imenuje kralj, vključuje več članov kraljeve družine.

## Nazivi
Rodbina Saud je prevod Al Saud, arabskega dinastičnega imena, ki je nastalo z dodajanjem besede Al (kar pomeni 'družina' ali 'hiša') osebnemu imenu prednika. V primeru Al Sauda je prednik Saud ibn Muhammad ibn Mukrin, oče ustanovitelja rodbine iz 18. stoletja, Mohamed bin Saud (Mohamed, Saudov sin).
Priimek Al Saud nosi kateri koli potomec Mohameda bin Sauda ali njegovih treh bratov Farhana, Thunajana in Mišarija. Druge veje družine Al Saud, kot so Saud Al Kabir, Al Džiluvi, Al Thunajan, Al Mišari in Al Farhan, se imenujejo kadetske veje. Člani kadetskih vej imajo visoke in vplivne položaje v vladi, čeprav niso v vrsti za nasledstvo saudskega prestola. Številni člani kadetov se medsebojno poročijo znotraj Al Sauda, da bi ponovno vzpostavili svojo linijo in še naprej imeli vpliv v vladi.
Vsi moški člani kraljeve družine imajo naziv emir (princ). Vendar se sinovi in vnuki kraljev po očetovi liniji imenujejo s slogom »Njegova kraljeva visokost«, za razliko od patrilinearnih pravnukov in članov kadetskih vej, ki se imenujejo »Njegova visokost«, medtem ko se vladajoči kralj uporablja dodatni naziv »Kustod dveh svetih mošej«.

## Zgodovina

### Začetki in zgodnja zgodovina
Najzgodnejši zabeleženi prednik Al Sauda je bil Mani' ibn Rabiah Al-Murajdi, ki se je naselil v Dirijahu v letih 1446–1447 s svojim klanom Mrudah. Mrudah naj bi bili potomci veje Banu Hanifa večje plemenske konfederacije Rabi'ah. Banu Hanifa je igral pomembno vlogo pri oblikovanju Bližnjega vzhoda in Arabije od 6. stoletja, pri čemer so ugledni teologi, kot je Maslama ibn Ḥabīb, izhajali iz tega plemena.
Manija je v Dirijah povabil sorodnik po imenu Ibn Dir, ki je bil vladar skupine vasi in posesti, ki sestavljajo današnji Rijad. Manijev klan je bil na potovanju v vzhodni Arabiji, blizu al-Katifa, od neznanega trenutka. Ibn Dir je Maniju predal dve posesti, imenovani al-Mulajbeed in Ghusajba. Mani in njegova družina so se naselili in regijo preimenovali v Al Dirijah po svojem dobrotniku Ibn Diru.
Mrudah je postal vladar Al Dirijaha, ki je uspeval ob bregovih Vadi Hanifa in postal pomembna naselbina Nadžda. Ko se je klan povečal, so sledili boji za oblast, pri čemer je ena veja odšla v bližnjo Dhrumo, medtem ko je druga veja ("Al Watban") odšla v mesto az-Zubajr v južnem Iraku. Al Mukrin je postal vladajoča družina med Mrudah v Dirijahu.
Ime klana prihaja od šejka Sauda ibn Mohameda ibn Mukrina, ki je umrl leta 1725.

### Emirat Dirijah
Prva saudska država je bila ustanovljena leta 1727. To obdobje je bilo zaznamovano z osvajanjem sosednjih območij in versko vnemo. Na svojem vrhuncu je prva saudska država vključevala večino ozemlja današnje Saudove Arabije, napadi Al Saudovih zaveznikov in privržencev pa so segali v Jemen, Oman, Sirijo in Irak. Islamski učenjaki, zlasti Mohamed ibn Abdul Vahhab in njegovi potomci, naj bi imeli pomembno vlogo v saudski vladavini v tem obdobju. Saudijci in njihovi zavezniki so se v tem obdobju imenovali Muvahidun ali Ahl al-Tavhid (monoteisti). Kasneje so jih imenovali vahabiti, posebej stroga, puritanska islamska ločina, imenovana po svojem ustanovitelju.
Vodenje Al Sauda v času njihove prve države je brez incidentov prehajalo z očeta na sina. Prvega imama, Mohameda bin Sauda, je leta 1765 nasledil njegov najstarejši sin Abdulaziz. Leta 1802 so Abdulazizove sile vodile 10.000 vahabitskih vojakov v napad na šiitsko sveto mesto Karbala, v današnjem južnem Iraku in kjer je pokopan Husein ibn Ali, vnuk preroka Mohameda. The Wahhabi soldiers killed more than 2,000 people, including women and children. Vahabitski vojaki so pobili več kot 2000 ljudi, vključno z ženskami in otroki. Oropali so mesto, porušili masivno zlato kupolo nad Huseinovo grobnico in natovorili na stotine kamel z orožjem, nakitom, kovanci in drugim dragocenim blagom.
Napad na Karbalo je prepričal Osmane in Egipčane, da Saudijci predstavljajo grožnjo miru v regiji. Abdulaziza je leta 1803 ubil morilec, za katerega nekateri verjamejo, da je bil šiit, ki se je želel maščevati zaradi plenitve Karbale leto prej. Abdulaziza je nato nasledil njegov sin Saud, pod čigar vladavino je Saudska država dosegla svoj največji obseg. Ko je leta 1814 Saud umrl, se je moral njegov sin in naslednik Abdulah ibn Saud boriti z osmansko-egipčansko invazijo v osmansko-vahabitski vojni, ki je želela ponovno zavzeti izgubljeno ozemlje Osmanskega cesarstva. Večinoma egipčanska sila je uspela premagati Abdulahove sile in leta 1818 zavzeti takratno saudsko prestolnico Dirijah. Abdulaha so ujeli in kmalu so ga Osmani v Konstantinoplu obglavili, s čimer so končali prvo saudsko državo. Egipčani so številne člane klana Al Saud in druge člane lokalnega plemstva poslali kot ujetnike v Egipt in Konstantinopel ter zravnali saudsko prestolnico Dirijah.

### Emirat Nedžd
Nekaj let po padcu Dirijaha leta 1818 je Saudijcem uspelo ponovno vzpostaviti svojo oblast v Nadždu in ustanoviti emirat Nadžd, splošno znan kot druga saudska država, s prestolnico v Rijadu.
V primerjavi s prvo saudsko državo je bilo drugo saudsko obdobje zaznamovano z manjšo ozemeljsko širitvijo (nikoli ni ponovno osvojila Hedžasa ali Asira, na primer) in manjšo versko vnemo, čeprav so se saudski voditelji še naprej držali naziva imam in še vedno zaposleni kot salafijski verski učenjaki. Drugo stanje so zaznamovali tudi hudi notranji konflikti znotraj saudske družine, ki so na koncu pripeljali do padca rodbine. V vseh primerih, razen v enem, je do nasledstva prišlo z atentatom ali državljansko vojno, izjema je bil prenos oblasti s Faisala ibn Turkija na njegovega sina Abdulaha ibn Faisala ibn Turkija.

### Sedanja oblika
Po porazu pri Mulajdi je Abdul Rahman bin Faisal z družino odšel v izgnanstvo v puščave vzhodne Arabije med beduine Al Murra. Kmalu zatem pa je našel zatočišče v Kuvajtu kot gost kuvajtskega emirja Mubaraka Al Sabaha. Leta 1902 je Abdul Rahmanov sin Abdulaziz prevzel nalogo obnovitve saudske vladavine v Rijadu. Ob podpori nekaj deset privržencev in v spremstvu nekaterih svojih bratov in sorodnikov je Abdulazizu uspelo zavzeti trdnjavo Masmak v Rijadu in ubiti guvernerja, ki ga je tam imenoval Mohamed bin Abdulah Al Rašid. Abdulaziza, ki naj bi imel takrat komaj 20 let, so takoj razglasili za vladarja v Rijadu. Kot novi voditelj rodbine Saud je Abdulaziz od takrat naprej v zahodnih virih postal splošno znan kot Ibn Saud, čeprav ga v arabskem svetu še vedno imenujejo Abdulaziz.
Abdulaziz je naslednja tri desetletja poskušal ponovno vzpostaviti oblast svoje družine nad osrednjo Arabijo, začenši z rodnim Nadždom. Njegovi glavni tekmeci so bili klan Al Rašid v Ha'ilu, Šarifi iz Meke v Hedžasu in Osmanski Turki v Al Hasi. Abdulaziz pa se je moral boriti tudi s potomci svojega pokojnega strica Sauda ibn Faisala (kasneje znanega kot veja družine Saud Al Kabir), ki so pretendenti na prestol. Čeprav je nekaj časa priznaval suverenost osmanskih sultanov in celo prevzel naziv paša, se je Abdulaziz povezal z Britanci v nasprotju z Al Rašidom, ki ga je podpiralo Osmansko cesarstvo. Od leta 1915 do 1927 so bili Abdulazizovi dominioni protektorat Britanskega imperija v skladu z Darinsko pogodbo iz leta 1915.
Abdulaziz je leta 1921 dokončno zmagal nad Al Rašidi, s čimer je postal vladar večine osrednje Arabije. Svoje oblasti je utrdil kot sultanat Nadžd. Nato se je posvetil Hedžasu in ga končno osvojil leta 1926, le nekaj mesecev pred koncem britanskega protektorata. Naslednjih pet let in pol je upravljal dva dela svojega dvojnega kraljestva, kraljestvo Hedžas in Nadžd, kot ločeni enoti.
Do leta 1932 se je Abdulaziz znebil vseh svojih glavnih tekmecev in utrdil svojo oblast nad večjim delom Arabskega polotoka. Tega leta je združil svoje dominione v Kraljevino Saudovo Arabijo. Njegov oče Abdul Rahman je obdržal častni naziv imam. Leta 1937 so ameriški geodeti blizu Damama odkrili, za kar se je kasneje izkazalo, da so ogromne zaloge nafte. Pred odkritjem nafte je bilo veliko družinskih članov revnih.
Abdulaziz je s številnimi ženami zaplodil na desetine otrok. Imel je največ štiri žene naenkrat, večkrat se je ločil. Poskrbel je, da se je poročil s številnimi plemiškimi klani in plemeni na svojem ozemlju, vključno z poglavarji plemen Bani Khalid, Ajman in Šamar ter Al aš-Šeik (potomci Muhameda ibn Abd al-Vahaba). Poskrbel je tudi, da so njegovi sinovi in sorodniki sklepali podobne zakone. Svojega najstarejšega preživelega sina Sauda je imenoval za prestolonaslednika, ki naj bi ga nasledil naslednji najstarejši sin Faisal. Družina Al Saud je postala znana kot kraljeva družina in vsak član, moški in ženska, je dobil naziv amir (princ) oziroma amira (princesa).
Abdulaziz je umrl leta 1953, potem ko je leta 1945 sklenil zavezništvo z Združenimi državami Amerike. Še vedno se uradno slavi kot ustanovitelj in samo njegovi neposredni potomci lahko prevzamejo naziv »njegova ali njena kraljeva visokost«. Datum njegovega ponovnega zavzetja Rijada leta 1902 je bil izbran za obeležitev stote obletnice Saudove Arabije leta 1999 (po islamskem lunarnem koledarju).
Po Abdulazizovi smrti je njegov sin Saud brez incidenta prevzel prestol, vendar je njegovo izdatno zapravljanje vodilo v boj za oblast z njegovim bratom, prestolonaslednikom Faisalom. Leta 1964 je kraljeva družina prisilila Sauda k abdikaciji v korist Faisala, čemur je pomagal ukaz velikega muftija države. V tem obdobju so nekateri Abdulazizovi mlajši sinovi, ki jih je vodil Talal bin Abdulaziz, prebegnili v Egipt in se imenovali svobodni princi ter pozivali k liberalizaciji in reformam, vendar jih je Faisal kasneje napeljal k vrnitvi. Popolnoma so jih pomilostili, vendar so jim tudi prepovedali prihodnje položaje v vladi.
Faisala je leta 1975 umoril nečak Faisal ibn Musaid, ki je bil takoj usmrčen. Drugi brat, Khalid, je prevzel prestol. Naslednji princ v vrsti je bil pravzaprav princ Mohamed, vendar se je odpovedal zahtevi po prestolu v korist Khalida, svojega edinega polnopravnega brata.
Khalid je umrl zaradi srčnega infarkta leta 1982, nasledil pa ga je Fahd, najstarejši izmed močne sedmerice Sudairijevih, tako imenovanih zato, ker so bili vsi sinovi Ibn Sauda od njegove žene Hasse Al Sudairi. Fahd je leta 1986 odpravil prejšnji kraljevi naziv njegovo veličanstvo in ga nadomestil s častnim skrbnikom dveh svetih mošej glede na dve islamski svetišči v Meki in Medini.
Možganska kap leta 1995 je Fahda v veliki meri onesposobila. Njegov polbrat, prestolonaslednik Abdulah, je postopoma prevzel večino kraljevih odgovornosti do Fahdove smrti avgusta 2005. Abdulah je bil razglašen za kralja na dan Fahdove smrti in svojega mlajšega brata, sultana bin Abdulaziza, takoj imenoval za ministra za obrambo in Fahdov drugi podpredsednik vlade kot novi prestolonaslednik. 27. marca 2009 je Abdullah princa Najefa za notranjega ministra imenoval za svojega drugega namestnika premierja in 27. oktobra prestolonaslednika. Sultan je umrl oktobra 2011, medtem ko je Najef umrl v Ženevi v Švici 15. junija 2012. 23. januarja 2015 je Abdulah umrl po dolgotrajni bolezni in njegov polbrat, prestolonaslednik Salman, je bil razglašen za novega kralja.
Veliko princev in vladnih uradnikov je bilo leta 2017 aretiranih v domnevni protikorupcijski kampanji kralja in prestolonaslednika. Takratni predsednik Združenih držav Amerike Donald Trump je izrazil podporo aretacijam.

## Nasledstvo
Nasledstvo poteka od brata do brata od smrti ustanovitelja moderne Saudove Arabije. Abdulaziza je nasledil njegov sin Saud, ki ga je nasledil njegov polbrat Faisal. Faisala je nasledil njegov brat Khalid, ki ga je nasledil njegov polbrat Fahd. Fahda je nasledil njegov polbrat Abdulah, Abdulaha pa njegov polbrat Salman, sedanji kralj. Salman je svojega polbrata Mukrina imenoval za prestolonaslednika januarja 2015 in ga odstavil aprila 2015. Tudi Abdulazizov najmlajši sin naj bi leta 2015 dopolnil 70 let. Abdulaziz je leta 1920 dejal, da bo nadaljnje nasledstvo potekalo od brata do brata, ne od očeta do sina.
Kralj Salman je prekinil bratsko nasledstvo in aprila 2015 za prestolonaslednika imenoval svojega 56-letnega nečaka Mohameda bin Najefa, s čimer je nasledil strica na nečaka. Obenem je kralj Salman za namestnika prestolonaslednika imenoval svojega sina Mohameda bin Salmana in tako nasledil bratranca na bratranca. Vendar pa je junija 2017 Salman Mohameda bin Salmana povzdignil v prestolonaslednika, potem ko se je odločil, da bo Mohamedu bin Najefu odvzel vse položaje, s čimer bo njegov sin postal prestolonaslednik in bo prvič nasledil očeta kot sin od leta 1953, ko je Saud bin Abdulaziz Al Saud nasledil svojega očeta, ustanovitelja Saudove Arabije, Ibn Sauda.
Med mednarodnim negodovanjem zaradi umora Džamala Hašokdžija so bili člani saudske kraljeve družine domnevno vznemirjeni zaradi možnosti, da bo prestolonaslednik postal naslednji kralj. Poročali so, da je na desetine princev in članov družine Al Saud želelo, da bi princ Ahmed namesto tega postal naslednji kralj. Med svojo londonsko turnejo je princ Ahmed kritiziral saudsko vodstvo. Bil je tudi eden od treh članov vladajoče družine, ki je leta 2017 nasprotoval Mohamedu bin Salmanu, da postane prestolonaslednik.

## Bogastvo
Junija 2015 je Forbes poslovneža princa Al-Valeeda bin Talala, vnuka Abdulaziza, prvega kralja Saudove Arabije, uvrstil na 34. mesto najbogatejših ljudi na svetu, z ocenjeno neto vrednostjo 22,6 milijarde ameriških dolarjev.
Od leta 2020 je bila skupna neto vrednost celotne kraljeve družine ocenjena na približno 100 milijard dolarjev, zaradi česar so najbogatejša kraljeva družina med vsemi monarhi, pa tudi ena najbogatejših družin na svetu. Po nekaterih ocenah premoženje kraljeve družine znaša celo 1,4 bilijona dolarjev, kar vključuje deleže v družbi Saudi Aramco.